# Lover (Live from Paris)
Lover (Live from Paris) — третий концертный альбом американской певицы и автора-исполнителя Тейлор Свифт. Он состоит из живых исполнений восьми песен из седьмого студийного альбома Свифт Lover (2019), записанных на концерте City of Lover, который проходил в парижском театре «Олимпия» 9 сентября 2019 года. Треки были выпущены по отдельности на стриминговых сервисах 19 мая 2020 года на лейбле Republic Records после выхода в эфир специального выпуска концерта на телеканале ABC.
Концертные композиции Lover были собраны в лимитированный виниловый альбом с подзаголовком Live from Paris ко Дню святого Валентина 2023 года (14 февраля 2023 года) в виде комплекта из двух пластинок в форме сердца, которые можно было приобрести эксклюзивно в интернет-магазине Свифт. Физические запасы были распроданы, после чего альбом дебютировал в чартах Австралии, Великобритании и США, возглавив американский чарт виниловых альбомов Billboard Vinyl Albums.
7 января 2025 года он был переиздан и дебютировал на втором месте в Billboard 200 с самым большим объёмом продаж виниловых пластинок для концертного альбома с тех пор, как компания Luminate начала отслеживать их в 1991 году. 13 февраля 2025 года альбом дебютировал на первом месте британского хит-парада UK Albums Chart, став 13-м чарттопером Свифт. Журналисты и поклонники называют Lover (Live from Paris) коллекционным.

## Предыстория
13 февраля 2023 года Lover (Live from Paris) был анонсирован на официальном фан-аккаунте Свифт как лимитированный виниловый альбом, который выйдет в День святого Валентина на Republic Records. Каждая упаковка содержит две пластинки в форме сердца — розовую и голубую — и была доступна для покупки исключительно в веб-магазине Свифт. Lover (Live from Paris) — третий концертный альбом Свифт, следующий за Speak Now World Tour — Live (2011), Live from Clear Channel Stripped 2008 (2020) и предшествующий Folklore: The Long Pond Studio Sessions (From the Disney+ Special) (2020). Billboard сообщил, что всего в США было продано 13 000 копий альбома.
Альбом был переиздан 7 января 2025 года на веб-сайте Свифт в виде ограниченного 72-часового издания. Переиздание также содержало две виниловые пластинки в форме сердца, но обе они были розового цвета с жёлтой и голубой мраморностью соответственно. Он был распродан в течение нескольких часов после выхода. 16 января 2025 года стандартное издание и три делюкс-издания альбома были доступны для цифрового скачивания через веб-магазин Свифт в течение шести часов. Три делюкс-издания содержали один концертный бонус-трек из Lover, исполненной во время тура The Eras Tour: «False God», «I Think He Knows» или «Paper Rings».

## Отзывы
| Оценки критиков | Оценки критиков |
| Источник        | Оценка          |
| --------------- | --------------- |
| AllMusic        | [ 7 ]           |

Издания описывают Lover (Live from Paris) как редкий, коллекционный альбом. Variety назвал его «редчайшей пластинкой Свифт», которую фанаты рассматривают как «фетишную вещь». Издание сообщило, что оригинальные пластинки альбома регулярно продавались на eBay за 1000 долларов США. ComingSoon.net назвал его «очень востребованным предметом коллекционирования». ClutchPoints отметил, что «это, возможно, самая редкая запись в её дискографии, которую можно приобрести на виниле».
Стивен Томас Эрлевайн из AllMusic отметил, что «Лимитированный виниловый EP, выпущенный в День святого Валентина 2023 года, Lover Live from Paris содержит восемь основных моментов с концерта Тейлор Свифт, состоявшегося в Париже (Франция) 9 сентября 2019 года. Как оказалось, это был единственный концерт в поддержку её альбома Lover в 2019 году, поскольку турне 2020 года было отменено из-за пандемии COVID-19. Восемь песен, представленных как на этом альбоме, так и на сопровождающем его телевизионном спецвыпуске „Taylor Swift: City of Lover“, взяты из альбома Lover, что делает этот альбом интересным снимком любопытного эпизода в карьере Свифт».

## Коммерческий успех
Lover (Live from Paris) стал самым продаваемым виниловым альбомом в Соединённых Штатах за неделю чарта от 4 марта 2023 года. Он возглавил чарт виниловых альбомов Billboard Vinyl Albums, став девятым альбомом Свифт номер один в этом чарте, занял пятое место в чарте продаж лучших альбомов, продав 13 000 копий, и дебютировал на 58-й позиции в общем чарте Billboard 200. Наряду с концертным альбомом, вошедшим в чарт Billboard 200 от 4 марта 2023 года, Свифт попала в чарт с девятью другими альбомами, став первым в истории исполнителем, одновременно разместившим в Billboard 200 не менее 10 альбомов со времён американского музыканта Принса в 2016 году; Свифт стала первой солисткой, разместившей в чарте 10 альбомов за одну неделю с 1963 года.
25 января 2025 года переиздание концертного альбома Lover: Live From Paris дебютировало на втором месте основного американского хит-парада Billboard 200 с тиражом 202500 альбомных эквивалентов, уступив лидеру лишь одну тысячу единиц занявшему первое место альбому Debí Tirar Más Fotos пуэрториканского музыканта Бэд Банни (чей тираж был 203500 эквивалентов). Тираж альбома Свифт состоял только из традиционных релизов (без стриминга и цифровых продаж), включая 161000 на виниле (и стал № 1 в Top Album Sales). Это самая большая неделя продаж виниловых пластинок для концертного альбома с тех пор, как компания Luminate начала отслеживать их в 1991 году. Кроме того, Lover: Live From Paris стал 18-м альбомом Свифт, вошедшим в топ-10 чартов, и она сравнялась с Мэрайей Кэри по количеству топ-10 среди женщин за всю историю Billboard 200. Среди женщин больше только у Мадонны (23) и Барбры Стрейзанд (34). Также все 20 альбомов Свифт в чарте Billboard 200, начиная с её дебюта в 2006 году, достигли топ-20.
Свифт завоевала свой рекордный 15-й номер один в чарте Billboard по продажам лучших альбомов (Top Album Sales от 25 января 2025 года). В результате она обошла Jay-Z по количеству номеров 1 в списке с 33-летней историей. Jay-Z в период с 1998 по 2017 год занимал 14 первых мест. Чарт Billboard Top Album Sales определяет самые продаваемые альбомы недели, основываясь только на традиционных продажах альбомов. История чарта началась 25 мая 1991 года — в первую неделю, когда Billboard начал составлять чарты на основе информации о продажах альбомов, полученной с помощью электронной системы SoundScan, ныне Luminate.
13 февраля 2025 года переиздание альбома на двух виниловых пластинках дебютировало на первом месте британского хит-парада UK Albums Chart, став 13-м чарттопером Свифт (женский рекорд, опередив Мадонну, 12), сравнявшись с Элвисом Пресли и уступая только двум британским исполнителям, The Beatles и Робби Уильямсу (по 15).

## Список композиций
Все треки спродюсированы Тейлор Свифт и имеют подзаголовок «(Live from Paris)».
Side A
1. «Me!» (Тейлор Свифт, Джоэл Литтл, Брендон Ури) — 3:33
2. «The Archer» (Свифт, Джек Антонофф) — 3:30

Side B
1. «Death by a Thousand Cuts» (Свифт, Антонофф) — 3:19
2. «Cornelia Street» (Свифт) — 4:56

Side C
1. «The Man» (Свифт, Литтл) — 3:39
2. «Daylight» (Свифт) — 4:22

Side D
1. «You Need to Calm Down» (Свифт, Литтл) — 3:23
2. «Lover» (Свифт) — 3:49

## Позиции в чартах

### Еженедельные чарты
| Чарт (2023)                       | Высшая позиция |
| --------------------------------- | -------------- |
| Австралия (Vinyl Albums, ARIA)    | 6              |
| Шотландия (Scottish Albums Chart) | 9              |
| Великобритания (UK Albums Chart)  | 90             |
| США (Billboard 200)               | 58             |

| Чарт (2025)                       | Высшая позиция |
| --------------------------------- | -------------- |
| Австралия (ARIA)                  | 14             |
| Канада (Canadian Albums Chart)    | 39             |
| Ирландия (Irish Albums Chart)     | 2              |
| Шотландия (Scottish Albums Chart) | 1              |
| Великобритания (UK Albums Chart)  | 1              |
| США Billboard 200                 | 2              |
| США (Top Album Sales, Billboard)  | 1              |

### Комментарии
1. ↑  Сразу 10 альбомов Свифт вошли в чарт Billboard 200 от 4 марта 2023 года: Midnights (2022) – номер три, Folklore (2020) – номер 28, Lover (2019) – номер 41, 1989 (2014) – номер 50, Red (Taylor’s Version) (2021) – номер 56, Lover (Live from Paris) - номер 58, Reputation (2017) – номер 100, Evermore (2020) – номер 103, Fearless (Taylor’s Version) (2021) – номер 172 и Speak Now (2010) – номер 192[13].